# Falcileptoneta striata
Falcileptoneta striata är en spindelart som först beskrevs av Ryoji Oi 1952.  Falcileptoneta striata ingår i släktet Falcileptoneta och familjen Leptonetidae. Utöver nominatformen finns också underarten F. s. fujisana.